# Casey Hankinson
Casey John Hankinson (* 8. Mai 1976 in Edina, Minnesota) ist ein ehemaliger US-amerikanischer Eishockeyspieler und -scout, der im Verlauf seiner aktiven Karriere zwischen 1994 und 2005 unter anderem 466 Spiele in der American Hockey League (AHL) auf der Position des linken Flügelstürmers bestritten hat. Darüber hinaus absolvierte Hankinson weitere 18 Partien für die Chicago Blackhawks und Mighty Ducks of Anaheim in der National Hockey League (NHL). Seine älteren Brüder Ben und Peter waren ebenfalls professionelle Eishockeyspieler.

## Karriere
Casey Hankinson begann seine aktive Laufbahn in der High School bei den Edina Hornets, für die er von 1992 bis 1994 aktiv war. Anschließend ging er auf die University of Minnesota und spielte in den folgenden vier Jahren Eishockey im Team der Minnesota Golden Gophers in der Western Collegiate Hockey Association (WCHA), einer Division im Spielbetrieb der National Collegiate Athletic Association (NCAA). Während dieser Zeit wurde er beim NHL Entry Draft 1985 in der achten Runde an insgesamt 201. Position von den Chicago Blackhawks aus der National Hockey League (NHL) ausgewählt. 
In der Saison 1998/99 lief der Flügelstürmer für die Portland Pirates in der American Hockey League (AHL) auf und verbuchte in 72 Partien insgesamt 23 Scorerpunkte. Nach einem weiteren Jahr in einer Minor League, diesmal bei den Cleveland Lumberjacks in der International Hockey League (IHL), absolvierte der Linksschütze in der Saison 2000/01 seine ersten Partien für die Chicago Blackhawks in der NHL und erzielte in elf Partien einen Scorerpunkt. In derselben Spielzeit stand der Angreifer außerdem in 75 Partien für die Norfolk Admirals in der AHL im Einsatz, verbuchte dabei insgesamt 60 Scorerpunkte. Nach zwei weiteren Jahren, in denen Hankinson regelmäßig für die Norfolk Admirals auf dem Eis stand, erhielt er zum Saisonende 2002/03 keine Vertragsverlängerung angeboten.
Im Juli 2003 unterzeichnete der Offensivakteur als Free Agent einen Vertrag bei den Mighty Ducks of Anaheim. In der Saison 2003/04 stand er in vier NHL-Partien für die Kalifornier im Einsatz und blieb dabei punktlos. Den Großteil der Saison verbrachte Hankinson bei deren Farmteam, den Cincinnati Mighty Ducks, in der AHL und zählte dabei zu den Leistungsträgern. Nachdem sein Vertrag in Anaheim nicht verlängert worden war, unterzeichnete er am 7. Oktober 2004 als Free Agent einen Kontrakt beim HC La Chaux-de-Fonds, bei dem er in der Schweizer Nationalliga B (NLB) aktiv war und in vier Partien drei Punkte erzielte. Am 3. Dezember 2004 kehrte Hankinson zu den Cincinnati Mighty Ducks zurück. Im Anschluss an diese Spielzeit beendete er seine aktive Laufbahn im Alter von 29 Jahren. Zwischen 2009 und 2018 war Hankinson als Scout bei den Anaheim Ducks tätig.

### International
Mit der U20-Nationalmannschaft der Vereinigten Staaten nahm Hankinson an der Junioren-Weltmeisterschaft 1996 teil. Dabei kam er in sechs Turnierspielen zum Einsatz, blieb dabei aber punktlos. Das US-Team belegte im Endklassement den fünften Rang.

## Karrierestatistik

### International
Vertrat USA bei:
- Junioren-Weltmeisterschaft 1996

(Legende zur Spielerstatistik: Sp oder GP = absolvierte Spiele; T oder G = erzielte Tore; V oder A = erzielte Assists; Pkt oder Pts = erzielte Scorerpunkte; SM oder PIM = erhaltene Strafminuten; +/− = Plus/Minus-Bilanz; PP = erzielte Überzahltore; SH = erzielte Unterzahltore; GW = erzielte Siegtore; 1 Play-downs/Relegation; Kursiv: Statistik nicht vollständig)